# Abedi Pelé
Abedi Ayew, mais conhecido como Abedi Pelé (Acra, 5 de novembro de 1964), é um ex-futebolista ganês, considerado como o melhor jogador da seleção de Gana e do continente africano na década de 1980, mas não é o maior artilheiro da história, pois foi ultrapassado por Asamoah Gyan.
É pai dos também jogadores futebolista Abdul Rahim Ayew, André Ayew e Jordan Ayew.

## Carreira

### Clubes
Atuou por vários clubes durante sua carreira, que teve início em 1978 pelo Real Tamale United.
Atuou em grandes clubes da França, como o Olympique de Marseille e Lyon. Além do Torino da Itália e o Munique 1860, da Alemanha.
Disputou sua última temporada profissional pelo Al Ain FC dos Emirados Árabes Unidos em 2000.

### Seleção
Atuou pela Seleção Ganesa de Futebol de 1981 até 1998. Apesar desse longo período, ele nunca disputou uma Copa do Mundo, pois sua seleção até então não tinha conseguido ainda a classificação.
Maior jogador ganês da história e recordista de títulos da France Football de melhor jogador africano por três vezes consecutivas: 1991, 1992 e 1993.

## Títulos

### Clubes
Olympique de Marseille
- Liga dos Campeões da UEFA: 1992–93
- Campeonato Francês: 1988–89, 1990–91, 1991–1992 e 1992–1993*(anulado judicialmente)

Al-Sadd
- Copa do Príncipe do Qatar: 1983

Al Ain FC
- UAE Copa do Presidente: 1998-1999

### Seleção
Seleção de Gana
- Copa das Nações Africanas: 1982
- Copa das Nações Africanas 2º Lugar: 1992
- Copa da África Ocidental: 1982, 1983 e 1984
- Copa das Nações Africanas 4º Lugar: 1996

### Individual
- Futebolista Africano do Ano pela BBC: 1991 e 1992
- Futebolista Africano do Ano (France Football): 1991, 1992 e 1993
- FIFA 100
- Honor Golden Player